# Here I Stand (Vasil Garvanliev)
Here I Stand è un singolo del cantante macedone Vasil Garvanliev, pubblicato il 12 marzo 2021 su etichetta discografica Megaforce Records.
Il brano è stato selezionato per rappresentare la Macedonia del Nord all'Eurovision Song Contest 2021.

## Descrizione
Vasil Garvanliev era stato inizialmente selezionato internamente per rappresentare il suo paese all'Eurovision Song Contest 2020 con la canzone You, prima della cancellazione dell'evento. A gennaio 2021 l'emittente radiotelevisiva MRT l'ha riconfermato per l'edizione eurovisiva successiva. Here I Stand è stato annunciato come nuovo brano macedone per Rotterdam il 12 febbraio 2021. È stato presentato in anteprima il successivo 11 marzo, per poi essere reso disponibile sulle piattaforme digitali dal giorno seguente.
Nel maggio successivo, Vasil si è esibito nella prima semifinale eurovisiva, piazzandosi al 15º posto su 16 partecipanti con 23 punti totalizzati e non qualificandosi per la finale.

## Tracce
Testi e musiche di Borče Kuzmanovski, Davor Jordanovski e Vasil Garvanliev.
1. Here I Stand – 3:01